# 헛소동 (1993년 영화)
헛소동(Much Ado About Nothing)은 미국에서 제작된 케네스 브래너 감독의 1993년 코미디, 멜로/로맨스 영화이다. 윌리엄 셰익스피어의 동명의 희곡을 바탕으로 제작되었다. 케네스 브래너 등이 주연으로 출연하였고 스티븐 에반스 등이 제작에 참여하였다.

## 출연

### 주연
- 케네스 브래너
- 리처드 브라이어스
- 마이클 키튼
- 로버트 숀 레오나드
- 키아누 리브스
- 엠마 톰슨
- 덴젤 워싱턴

### 조연
- 케이트 베킨세일
- 브라이언 블레시드
- 리처드 클리포드
- 벤 엘톤

## 제작진
- 원작자: 윌리엄 셰익스피어
- 미술: 팀 하비
- 의상: 필리스 달톤